# Amietia desaegeri
Espèce
Synonymes
- Rana desaegeri Laurent, 1972
- Afrana desaegeri (Laurent, 1972)

Statut de conservation UICN

 LC  : Préoccupation mineure
Amietia desaegeri est une espèce d'amphibiens de la famille des Pyxicephalidae.

## Répartition
Cette espèce vit dans l'Est de la République démocratique du Congo, elle se rencontre entre 600 et 2 200 m d'altitude dans le parc national des Virunga,. Elle a été trouvée aussi au Rwanda.

## Étymologie
Cette espèce est nommée en l'honneur de Henri Jules de Saeger (1901-1994).

## Publication originale
- Laurent, 1972 : Amphibiens. Exploration du Parc National des Virunga, Bruxelles, sér. 2, vol. 22, p. 1-125.